# Cheiloneurus chiaromontei
Cheiloneurus chiaromontei is een vliesvleugelig insect uit de familie Encyrtidae. De wetenschappelijke naam is voor het eerst geldig gepubliceerd in 1930 door Mercet.